# 'Ndrina Caligiuri
I Caligiuri sono una 'ndrina della 'ndrangheta calabrese che opererebbe a Petronà e Cirò Marina, con collegamenti nel Lazio in Lombardia, Germania e Stati Uniti (in particolare a New York, nel quartiere di Brooklyn) con le famiglie Colombo e Gambino. 
Sarebbero alleati dei Farao-Marincola e con i Coco-Trovato.

## Storia
Negli anni settanta scoppia la faida famigliare contro i Santoro di Cirò Marina, cominciarono con l'assassinio del boss cirotano Giovanni Santoro detto "fortezza" ammazzato con 15 colpi di pistola a Cirò Marina il 30 agosto del 1977 con la collaborazione dei De Stefano-Tegano.
Proseguirono con l'uccisione in Germania a Dortmund dei cugini Giovanni e Giulio Santoro.
Nel 1983 viene arrestato il boss Vincenzo Caligiuri per traffico di eroina dalla Thailandia fino a Roma, era già finito in carcere l'anno prima a Bangkok per lo stesso motivo e poi rilasciato dopo alcuni mesi, in manette anche il suo braccio destro Fabio Mannello, e due corrieri della droga, Massimo Dulizia e Nicolino Bruni. 
Negli anni Novanta la faida proseguì con l'uccisione dei fratelli Cataldo e Michele Caligiuri da Giulio Santoro figlio del più noto boss defunto Giovanni Santoro, Cataldo fu ucciso mentre era intento a lavorare come manovale davanti ad uno stabile sul lungomare, Michele venne travolto da una scarica di colpi mentre stava facendo rientro a casa.
Nel 1994 si registrò il tentato omicidio di Benito Caligiuri.
L'ultimo a morire, Giuliano Santoro di 18 anni massacrato con 9 colpi di pistola calibro 9 a Cirò Marina il 25 luglio 1994.

## Etimologia
Dovrebbe derivare dal termine greco kalogheros, "bel vecchio", titolo riservato in particolare ai frati e alle persone di rispetto.